# Live After Death (video)
Live After Death es un álbum en directo de Iron Maiden lanzado el 14 de octubre de 1985.
Grabado durante una serie de conciertos en el "Long Beach Arena" de Los Ángeles durante los días 14, 15, 16 y 17 de marzo de 1985, Live After Death es el primer disco en directo de Iron Maiden tras el EP Maiden Japan. Iron Maiden no solo es una banda de buenas composiciones, sino que es una auténtica banda de directos, en los cuales explotan toda su fuerza y calidad. Este álbum no solo es considerado como el mejor directo de Iron Maiden, sino como el mejor directo de toda la historia del heavy metal. 
La producción de este directo es sencillamente perfecta. Escuchándolo con unos buenos altavoces, se pueden distinguir claramente las guitarras de Dave Murray y Adrian Smith, uno a la izquierda y otro a la derecha.

## Lista de canciones
1. "Churchill's Speech (Intro)" - 0:49
2. "Aces High" - (Harris) 4:39
3. "2 Minutes to Midnight" - (Smith/Dickinson) 6:03
4. "The Trooper" - (Harris) 4:31
5. "Revelations" - (Dickinson) 6:11
6. "Flight of Icarus" - (Smith/Dickinson) 3:27
7. "Rime of the Anicent Mariner" - (Harris) 13:18
8. "Powerslave" - (Dickinson) 7:13
9. "The Number of the Beast" - (Harris) 4:53
10. "Hallowed Be Thy Name" - (Harris) 7:21
11. "Iron Maiden" - (Harris) 4:20
12. "Run to the Hills" - (Harris) 3:54
13. "Running Free" - (Harris/Di'Anno) 8:43
14. "Sanctuary" - (Harris/Di'Anno/Murray)

## Edición doble
La edición doble del álbum también contiene:
1. "Wrathchild" - (Harris) 3:05
2. "22 Acacia Avenue" - (Smith/Harris) 6:18
3. "Children of the Damned" - (Harris) 4:36
4. "Die With Your Boots On" - (Dickinson/Harris/Murray) 5:12
5. "Phantom of the Opera" - (Harris) 7:21

## Miembros
- Steve Harris - bajo
- Bruce Dickinson - voz
- Dave Murray - guitarra líder / rítmica
- Adrian Smith - guitarra líder / rítmica
- Nicko McBrain - batería